# جستجو در جزیره
جستجو در جزیره فیلمی به کارگردانی مهدی صباغ‌زاده و نویسندگی اصغر عبداللهی، حسن قلی‌زاده محصول سال ۱۳۶۹ است.

## خلاصه داستان
کاراگاه احمدی مأمور می‌شود، تعدادی قوش را که از قاچاقچیان گرفته‌است به سازمان حفاظت محیط زیست برساند…

## بازیگران و نقشها
| بازیگر         | نقش                |
| -------------- | ------------------ |
| خسرو شکیبایی   | کارآگاه احمدی مطلق |
| محمدعلی کشاورز | ناخدا مرزوق        |
| فریبا کوثری    | خیری               |
| حمیده خیرآبادی | زبیده              |
| محبوبه بیات    | حليمه              |
| حمید عبدالملکی | جودکی              |
| حسن رضایی      | تقی ونکی           |
| علی برجسته     | سرکار سلوکی        |
| اکبر معتمدی    | سرکار اصلان پور    |

و همراه با

محسن آراسته،‌ عبود مبارکی، عباس حیدری، ایرج صفدری، محمد آراسته،یوسف تاوه